# Старая Ивановка (Ахтырский район)
Старая Ивановка (укр. Стара Іванівка) — село,
Староивановский сельский совет,
Ахтырский район,
Сумская область,
Украина.
Код КОАТУУ — 5920388001. Население по переписи 2001 года составляет 395 человек .
Является административным центром Староивановского сельского совета, в который, кроме того, входят сёла
Будное,
Климентово,
Пески,
Подол и
Сосонка.

## Географическое положение
Село Старая Ивановка находится на правом берегу реки Олешня, которая через 2 км впадает в реку Ворскла,
выше по течению на расстоянии в 1 км расположено село Пасеки,
на противоположном берегу — село Пески.
К селу примыкает большой садовый массив.

## История
- Вблизи села обнаружено поселение времени бронзы (II тыс. до н. э.),
- Село известно со второй половины XVII века.

## Экономика
- Птице-товарная ферма.
- «Сектор», ЧП.
- ЗАО «Сад».
- ООО «Нива-Агротех».
- ЧП «Заречанское».
- Предприятие по производству строительных материалов.

## Объекты социальной сферы
- Школа  І-ІІ ст.
- Дом культуры.
- Фельдшерско-акушерский пункт.

## Известные уроженцы
- Власенко Георгий Григорьевич  (1919-1976) — советский военачальник, Заслуженный военный лётчик СССР, генерал-лейтенант авиации.
- Задорожный Григорий Кириллович  (1918-2006) — Герой Советского Союза.